# Jacob Brunsborg
Jacob Brunsborg (født 26. maj 1972) er en dansk akademiøkonom, og siden juni 2019 bestyrelsesformand for JYSK Holding, moderselskabet bag blandt andre JYSK.

## Karriere
Brunsborg er uddannet akademiøkonom fra Silkeborg Handelsskole. Han aftjente sin værnepligt hos Dronningens Livregiment.
I 1999 blev han ansat som indkøbsdirektør i familievirksomheden JYSK. Siden 2006 har han arbejdet fuldtid med forretningsudvikling og sine bestyrelsesposter i JYSK Holding. Fra 2006 til 2013 var han ligeledes brand director.
I juni 2019 overtog han på grund af farens, Lars Larsen, kræftsygdom posten som bestyrelsesformand for JYSK Holding.

## Privat
Han er søn af Kristine Brunsborg og købmand Lars Larsen, og har lillesøster Mette Brunsborg. Jacob Brunsborg blev 6. juni 1998 gift med Helle Birk Brunsborg (f. Birk Henriksen), og sammen har de en søn og datter fra 1999 og 2001.
I 2017 erhvervede parret den 576 kvm store villa “Arnsborg“ for 20,5 mio kr. Det var familiens anden af de syv liebhaverejendomme på Kalsholtvej i Sejs-Svejbæk, landets dyreste villavej uden for hovedstaden.